# Asbecesta usambarica
Asbecesta usambarica is een keversoort uit de familie bladkevers (Chrysomelidae). De wetenschappelijke naam van de soort werd in 1901 gepubliceerd door Julius Weise.